# Porzeziny-Giętki
Porzeziny-Giętki [pɔʐɛˈʑinɨ ˈɡʲɛntki] est un village polonais de la gmina de Grodzisk dans le powiat de Siemiatycze et dans la voïvodie de Podlachie. Il se situe à environ 4 kilomètres au nord de Grodzisk, à 23 kilomètres au nord-ouest de Siemiatycze et à 64 kilomètres au sud-ouest de Bialystok.
Le village compte approximativement 20 habitants.